# Рафаель Толмасов
Рафаель Толмасов (тадж. Рафаэл Толмасов; 24 лютого 1923, Самарканд) — єврейський співак у Таджицькому академічному театрі опери та балету імені Садридина Айні. Народний артист Таджицької РСР 

## Біографія
Рафаель Михайлович Толмасов народився 24 лютого 1923 року в місті Самарканд. Його голос - лірико-драматичний баритон. Народний артист Таджицької РСР (1968). Брав участь у Другій світовій війні. Син таджицького єврейського співака, музиканта та композитора Михайла Толмасова. З 1934 по 1936 рік навчався у Музично-художньому комплексі Душанбе, закінчив Театральний коледж імені А. Лохуті з Ташкента (1939) та Студію опери та балету при Державному театрі опери та балету імені С. Айніро (під патронатом та наставництвом Є. І. Прокоф’єва, 1940). З раннього дитинства захоплювався музикою, спочатку грав на барабанах, потім захопився співочим мистецтвом, а у 10 років вперше виступив у музично-драматичній творчості «Наҷот» (композитор М. Толібов, лібрето М. Бегаєва). З 1940 року і до переїзду до Ізраїлю (1990-ті) Рафаель Толмасов виступав на сцені Державного академічного театру опери та балету імені Садридина Айні.

Рафаель Толмасов - популярний співак пісень і романсів таджицьких композиторів, який співає 16 мовами народів колишнього СРСР та Далекого Сходу. Брав участь у Декаді таджицького мистецтва (1941) та Декаді таджицької літератури та мистецтва в Москві (1957). Виступав у найбільших театрах Радянського Союзу - Москві, Ленінграді, Ризі, Мінську, Києві, Ташкенті, Алмати, Фрунзе, Свердловську та інших, їздив до Данії, Англії, Франції, Італії, Греції, Туреччини, Тунісу (1961), Афганістану (1962), Болгарії, Чехословаччини, Угорщини, Румунії (1980).

## Нагорода
Нагороджений орденом «Нішоні Фахрі», орденом Шарафа (3-го ступеня), медалями та Почесною грамотою Президії Верховної Ради Таджицької РСР. 